# Laidleria
Laidleria is een geslacht van uitgestorven Batrachomorpha (basale 'amfibieën') dat behoort tot de temnospondylen. Het leefde in het Midden-Trias (ongeveer 247 - 240 miljoen jaar geleden) en zijn fossiele overblijfselen zijn gevonden in het Karoobekken in Zuid-Afrika, in Cynognathus Zone A of B. Het geslacht wordt vertegenwoordigd door slechts één soort, Laidleria gracilis, hoewel de familie Laidleriidae nog andere geslachten omvat, zoals Uruyiella, het zustertaxon van Laidleria, dat in 2007 werd ontdekt en geclassificeerd.
Laidleria is beschreven als een van de kleinere temnospondylen, vergelijkbaar in grootte met de kleinste van de temnospondyle geslachten, waarvan het merendeel leefde direct na de Perm-Trias uitsterving. In tegenstelling tot veel andere temnospondylen, die grotendeels aquatisch of semi-aquatisch waren, had Laidleria waarschijnlijk een veel meer terrestrische levensstijl, met een lichaam dat bedekt was met huidpantser. Net als andere temnospondylen had Laidleria een gespreide houding.

## Geschiedenis en ontdekking
Laidleria gracilis werd voor het eerst beschreven in 1957 door Kitching die het fossiel opmerkte in het Albany Museum. Op basis van de vindplaats van het fossiel in het district Engcobo in de provincie Oostkaap, en de gelijkenis tussen de lithologie van het fossiel en het omringende gesteente en zandsteen dat gevonden is in de districten Burgersdorp en Lady Frere, plaatste Kitching het fossiel in de Trias Cynognathus Zone van de Beaufortgroep, Karoobekken. Bij zijn oorspronkelijke preparatie en beschrijving van het fossiel slaagde hij erin om het verhemelte en de achterhoofdsknobbel van de schedel zichtbaar te maken, maar het lukte hem niet om de schedel dorsaal te prepareren, uit angst dat de schedel niet volledig intact zou kunnen zijn of dat het prepareerproces de schedel zou kunnen beschadigen door het omringende harde zandsteen.
Er is veel gediscussieerd over de classificatie van Laidleria, omdat het een overvloed aan zowel afgeleide als plesiomorfe kenmerken heeft. Kitching noemde het na lang wikken en wegen eerst een trematosauriër, hoewel hij opmerkte dat het ook veel kenmerken van een capitosauriër had. Later heeft men betoogd dat Laidleria in de superfamilie Rhytidosteoidea moet worden geplaatst vanwege kenmerken zoals de plaatsing van de orbitalen, het korte postorbitale gebied, het brede achterhoofdsbeen en de brede cultriformus. Andere groepen waar Laidleria aan wordt toegeschreven zijn de families Laidleriidae en Rhytidosteidae. In 1998 kon het exemplaar uiteindelijk dorsaal geprepareerd worden door Warren, waardoor veel taxonomische onzekerheid werd weggenomen door de eigenschappen van meerdere belangrijke kenmerken vast te stellen, vooral die met betrekking tot de schedelmorfologie.

## Naamgeving
De typesoort Laidleria gracilis werd in 1957 benoemd door James W. Kitching. De geslachtsnaam eert wijlen archeoloog Percy Ward Laidler (1885-1945) welke het fossiel vond. De soortaanduiding betekent 'de lichtgebouwde'. Het holotype is AM 4313, een schedel met voorste romp.

## Beschrijving
Dit dier, dat tussen de dertig en veertig centimeter lang was, bezit een uitzonderlijk platte schedel, die van bovenaf gezien op een gelijkzijdige driehoek lijkt. De tanden zijn scherp en er zitten echte hoektanden op de kaak. Het lichaam is erg breed en nogal plat, bedekt met een opmerkelijke reeks naast elkaar geplaatste platen, die een soort schild vormden dat leek op dat van de huidige schildpadden. Dit pantser hielp het dier naar alle waarschijnlijkheid om zichzelf te verdedigen tegen roofdieren als Cynognathus terapse, die in hetzelfde gebied te vinden was.

### Schedel
In dorsaal aanzicht is de schedel van Laidleria driehoekig, met de randen gevormd door de premaxillae, maxillae, jukbeenderen en quadratojugalen. De diepte van de schedel is vrij gering, waardoor de schedel afgeplat overkomt. De quadratojugalen hebben een trog die lateraal uitsteekt en een ongebruikelijke overhang vormt bij de articulatie met het quadratum. De uitwendige neusholten liggen lateraal en relatief posterieur van de voorste schedelrand, waardoor het prenariale gebied langgerekt lijkt. De oogkassen bevinden zich dicht bij de laterale randen van de schedel. De septomaxillae en lacrimalen kunnen afwezig of erg klein zijn geweest, maar de slechte preservatie van het bot in dit gebied maakt het moeilijk om dit te onderscheiden. De achterste rand van de schedel is echter vrij goed bewaard gebleven, waardoor Warren met zekerheid kan zeggen dat zowel de otische inkepingen als de otische uitstulpingen niet aanwezig zijn bij dit exemplaar.
Ondanks het feit dat de onderkaken bewaard zijn gebleven, waardoor veel details in dit gebied onduidelijk zijn, zijn het lange contact tussen parasfenoïde en pterygoïde, de sterk gereduceerde subtemporale holten en de brede processus cultriformus van het parasfenoïde zichtbaar in het verhemelte. De tanden vertonen een ongelooflijke variatie in grootte, met kleine bovenkaaktanden en grotere voorkaaktanden, evenals grote slagtanden op de ploegschaarbeenderen en palatinen. De onderkaaktanden zijn aanzienlijk groter dan die op de bovenkaken, maar minder in aantal.
Door de extreem geringe diepte van de schedel liggen de condylen van het quadratum ongeveer op gelijke hoogte met de condylen van het achterhoofd. De occipitale condylen, hoewel enigszins moeilijk te interpreteren door onvolkomenheden in de preservatie van het fossiel, lijken elliptischer van vorm dan bij de meeste temnospondylen, op een manier die kenmerkend is voor rhytidosteïden. De posttemporale fenestrae zijn ofwel drastisch gereduceerd of volledig afwezig, wat ook resulteert in ingekorte paroccipitale uitsteeksels. De hoorn van de tabulae en de otische inkeping zijn beide afwezig, wat de morfologie van het occipitale gebied ingrijpend beïnvloedt en mogelijk bijdraagt aan de reductie van dit gebied. Grote stapes zijn aanwezig aan beide zijden van de schedel, maar ze zijn uniek omdat ze vastzitten aan het schedeldak, zodat ze niet in contact kunnen zijn geweest met een postcraniaal tympanum.

### Postcraniaal skelet
De wervelkolom van Laidleria bestaat uit stevige centra, zonder een duidelijke inkeping in de middenlijn, en wervelbogen met korte transversale uitsteeksels en doornuitsteeksels. Pleurocentra zijn nauwelijks zichtbaar, met slechts kleine benige resten die mogelijk de pleurocentra zouden kunnen zijn, wat suggereert dat ze gereduceerd of kraakbenig kunnen zijn geweest. Laidleria heeft flexibele wervels die beter geschikt zijn voor een meer terrestrische levenswijze, in tegenstelling tot de voorouderlijke vorm met stijvere wervels, en spoelvormige tussencentra, die mogelijk ook hebben bijgedragen aan de toegenomen mobiliteit op het land. Zowel de dorsale als de ventrale oppervlakken van Laidleria zijn bedekt met kleine, geornamenteerde schubben, waardoor Laidleria een uniek huidpantser heeft dat ongebruikelijk is bij temnospondylen. De dorsale schubben zijn groter en minder afgerond dan de schubben op het ventrale oppervlak. Dermale bepantsering van dit type wordt meestal niet gevonden bij temnospondylen, vooral niet bij die uit het Trias, hoewel gepantserde temnospondylen iets vaker voorkomen in het Perm.

## Paleobiologie
Er is heel weinig bekend over de paleobiologie van Laidleria, maar er kan veel worden afgeleid uit wat er bekend is over andere, vergelijkbare geslachten. Laidleria was meer aangepast aan een terrestrische levensstijl dan het merendeel van de andere temnospondylen en zou dus ook op het land levende prooien hebben gegeten en een beet hebben gehad die aangepast was voor zo'n omgeving. Dit kan worden aangetoond door de onregelmatige uitstulpingen van het dorsale oppervlak van de schedel voor de externe neusholte, die het gevolg kunnen zijn geweest van druk van slagtanden, een resultaat van bijten onder grotere druk. De slechte conservering van de tanden maakt verdere analyse van hun exacte voedingspatroon echter moeilijk. Bovendien is bekend dat Laidleria stapes op de schedel had, maar deze structuren kunnen niet verbonden zijn geweest met een postcraniaal tympanum. Deze structuren werden dus waarschijnlijk niet gebruikt om te horen, want horen gebeurde waarschijnlijk door het voelen van trillingen van de grond.

## Paleomilieu
Laidleria werd gevonden in het Karoobekken in Zuid-Afrika, in de Burgersdorpformatie, in harde zandsteenafzettingen die kenmerkend waren voor het Vroeg- tot Midden-Trias in dat gebied. Deze periode, die samenvalt met het einde van de Perm-Trias massa-extinctie, werd gekenmerkt door snelle diversificatie en een massaal succes van temnospondylen die de massa-extinctie overleefden, zowel in het Karoobekken als op een meer globale schaal. Tijdens het Anisien en Olenekien keerde de diversiteit van de temnospondylen terug naar niveaus die vergelijkbaar waren met die van voor de uitsterving. Laidleria heeft ongetwijfeld net als andere temnospondylen geprofiteerd van de omstandigheden na het uitsterven, door gebruik te maken van hun meer terrestrische levensstijl om hun verspreidingsgebied en beschikbare bronnen uit te breiden, weg van de waterbronnen waar de meer aquatische temnospondylen op aangewezen waren. Dit geslacht is echter niet buiten Zuid-Afrika gevonden, wat suggereert dat ze geen al te groot geografisch verspreidingsgebied hadden tijdens hun leven.

## Classificatie
Laidleria, eerst gezien als een lid van de Rhytidosteidae, werd sinds 1998 beschouwd als een van de meest basale Plagiosauroidea, een groep uitgestorven 'amfibieën' die sterk is aangepast aan het waterleven. Dit dier was echter nog steeds verstoken van extreme aanpassingen en het is mogelijk dat een deel van zijn tijd op het land werd doorgebracht.
Meer recent onderzoek (Dias da Silva en Marsicano, 2011) wees uit dat Laidleria toch een vertegenwoordiger zou zijn van de rhytidosteïden, een gediversifieerde groep van typische temnospondylen uit het Trias, met intermediaire kenmerken tussen trematosauriërs en Brachyopoidea. Zijn naaste verwant kan de oude Trucheosaurus uit het Perm zijn.